# Game Boy Advance
Game Boy Advance (jap. ゲームボーイアドバンス Gēmu Bōi Adobansu, GBA) – przenośna konsola do gier wyprodukowana przez firmę Nintendo. Jest następczynią popularnej konsoli Game Boy Color. Została wypuszczona na rynek w Japonii 21 marca 2001 roku, w Ameryce Północnej 11 czerwca 2001 roku, w Europie 22 czerwca 2001 roku i w Polsce w lipcu 2001 roku.

## Historia
Kiedy pierwszy Game Boy został wydany w 1989 roku, Nintendo spotkało się z krytyką swojej decyzji o wydaniu  konsoli przenośnej z monochromatycznym ekranem, podczas gdy konkurenci, tacy jak Lynx i Game Gear, posiadali już kolorowe wyświetlacze. Jednak ryzyko Nintendo się opłaciło. Kolorowe wyświetlacze rywali, choć imponujące wizualnie, były krytykowane za słabą żywotność baterii i nieporęczne rozmiary, podczas gdy doskonała przenośność i długowieczność baterii Game Boya sprawiły, że zyskał on ogromną popularność.
W związku z rosnącą krytyką Nintendo zobowiązało się do opracowania następcy Game Boya z kolorowym wyświetlaczem. Jednak wewnętrzny zespół kierowany przez Satoru Okadę – który pracował nad oryginalnym Game Boyem – eksperymentował już z kolorowymi ekranami. Ich prototyp z początku lat dziewięćdziesiątych, o nazwie kodowej "Project Atlantis", zawierał kolorowy wyświetlacz i 32-bitowy procesor zaprojektowany przez ARM. Zespół nie był zadowolony z projekty, który został odłożony na półkę w 1997 roku. Jednak gdy na rynku pojawili się konkurenci, tacy jak Neo Geo Pocket i WonderSwan, Nintendo postanowiło stworzyć produkt znacznie tańszy łącząc kolorowy ekran, który testowali dla Project Atlantis, z szybszą wersją istniejącego 8-bitowego procesora Game Boya. Produkt przybrał nazwę Game Boy Color i został wprowadzony na rynek w 1998 roku. 
Wciąż pod presją bardziej zaawansowanych technicznie handheldów konkurencji, Nintendo szybko zaczęło opracowywać następcę Game Boy Color. Projekt o nazwie kodowej Advanced Game Boy (AGB) miał charakteryzować się m.in. 32-bitowym procesorem z  Projektu Atlantis. Szczegóły na temat GBA pojawiły się na targach Space World 1999 pod koniec sierpnia.
Nintendo oficjalnie ogłosiło swoją nową konsolę 1 września 1999 roku, ujawniając szczegóły dotyczące specyfikacji konsoli. 21 sierpnia 2000 roku IGN pokazał zdjęcia zestawu deweloperskiego GBA z demonstracyjnym portem Yoshi's Story, a 22 sierpnia w japońskim magazynie Famitsu ujawniono przedprodukcyjne zdjęcia GBA.
Projekt GBA charakteryzował się kształtem, odbiegającym od układu pionowego poprzednich modeli Game Boya. W projekcie konsoli umieszczono przyciski po bokach urządzenia, a nie pod ekranem. Zmiana była dziełem francuskiego projektanta Gwénaëla Nicolasa i jego tokijskiego studia Curiosity Inc.
W ogłoszeniu z 24 sierpnia 2000 roku, Nintendo ujawniło ostateczny projekt GBA, ogłosiło daty premiery w Japonii i Ameryce Północnej oraz ujawniło dziesięć gier startowych. Na Space World 2000 Nintendo zaprezentowało również kilka urządzeń peryferyjnych. W marcu 2001 roku Nintendo ogłosiło 15 gier startowych na swoją konsolę, z ponad 60 spodziewanymi premierami do końca roku. 
W lutym 2003 roku wydano nowy model konsoli o nazwie Game Boy Advance SP. Oferowała on mniejszą obudowę niż w pierwowzorze, a także zawierał akumulator litowo-jonowy i podświetlany ekran. W 2005 roku wydano ekonomiczną wersję konsoli o nazwie Game Boy Micro, która została znacznie zminiaturyzowana, czego kosztem był gorszy ekran i brak kompatybilności wstecznej.
Wszystkie modele Game Boy Advance zostały wycofane z produkcji w 2008 roku, a wsparcie dla platformy zakończono w 2010 roku. 

## Dane techniczne
Game Boy Advance posiada 32-bitowy procesor RISC ARM7TDMI taktowany zegarem 16,8 MHz oraz ośmiobitowy CISC bazowany na Z80 (do obsługi gier na starsze wersje konsoli) taktowany zegarem 4 lub 8 MHz. Konsola jest zasilana dwiema bateriami AA lub zasilaczem AC. Jest kompatybilny z grami na Game Boy Color i zwykłego Game Boya, może on również współpracować z konsolą GameCube jako kontroler po dokupieniu odpowiedniego kabla.

### Wymiary
- Długość: 145 milimetrów
- Szerokość: 24,5 milimetrów
- Wysokość: 82 milimetrów
- Waga: 140 gramów

### Wyświetlacz
Wyświetlacz LCD o wielkości 2,9 cala może pomieścić 240x160 pikseli w kolorze 15-bitowym (32768 kolorów). Wyświetlacz zawiera więcej pikseli, niż w starszych wersjach Game Boya. Podczas grania w gry przeznaczone na starsze wersje Game Boya można wcisnąć przycisk „L” lub „R”, aby zmienić dopasowanie gry do ekranu.

## Gry na Game Boy Advance
Dla Game Boya Advance zostało wyprodukowanych kilka tysięcy gier. Należą do nich m.in. konwersje produkcji z innych platform (NES, SNES, PC itp.), a także tytuły dostępne tylko na tę platformę.

## Gra wieloosobowa
Game Boy Advance posiada port szeregowy do połączenia się z innymi konsolami tego typu poprzez kabel Game Boy Advance Link Cable. Niektóre gry pozwalają na połączenie do czterech graczy korzystających z jednego kartridża. Przykładami gier o takiej możliwości są Advance Wars oraz Mario Kart: Super Circuit, w pozostałych przypadkach każdy gracz musi posiadać własną kopię gry.
Czasami istnieje możliwość połączenia się ze sobą graczy grających w różne, zgodne ze sobą gry, np. z serii Pokémon.